# Schistura oedipus
Schistura oedipus é uma espécie de peixe actinopterígeo da família Balitoridae.
Apenas pode ser encontrada na Tailândia.